# Allan Carriou
Allan Carriou (* 2. Februar 1976 in Mont-Saint-Aignan) ist ein ehemaliger  französischer Eishockeyspieler, der in seiner aktiven Zeit von 1993 bis 2005 unter anderem mit der französischen Eishockeynationalmannschaft 2002 an den Olympischen Winterspielen teilnahm.

## Karriere
Allan Carriou begann seine Karriere als Eishockeyspieler bei Rouen Hockey Élite 76, für dessen Profimannschaft er von 1993 bis 2003 in der Ligue Magnus aktiv war. In diesem Zeitraum gewann er mit Rouen vier Mal die französische Meisterschaft (1994, 1995, 2001 und 2003) und in der Saison 2001/02 den nationalen Pokalwettbewerb, die Coupe de France. Zudem scheiterte der langjährige Nationalspieler und  Olympiateilnehmer von 2002 mit Rouen in der Saison 1995/96 erst im Playoff-Finale um die Meisterschaft und 2000 im Finale der Coupe de France. 
Im Sommer 2003 unterschrieb Carriou einen Vertrag beim HC Mulhouse. Mit den Elsässern wurde er in der Saison 2004/05 zum fünften und letzten Mal in seiner Laufbahn französischer Meister. Im Anschluss an diesen Erfolg beendete er bereits im Alter von 29 Jahren seine Karriere.  

### International
Für Frankreich nahm Carriou im Juniorenbereich an den U20-Junioren-B-Weltmeisterschaften 1995 und 1996 teil. Im Seniorenbereich stand er im Aufgebot seines Landes bei den B-Weltmeisterschaften 2001 und 2003 sowie bei der A-Weltmeisterschaft 2004 und den Olympischen Winterspielen 2002 in Salt Lake City.

## Erfolge und Auszeichnungen
| - 1994 Französischer Meister mit Rouen Hockey Élite 76 - 1995 Französischer Meister mit Rouen Hockey Élite 76 - 1996 Französischer Vizemeister mit Rouen Hockey Élite 76 - 2000 Finalist Coupe de France mit Rouen Hockey Élite 76 | - 2001 Französischer Meister mit Rouen Hockey Élite 76 - 2002 Coupe de France-Gewinn mit Rouen Hockey Élite 76 - 2003 Französischer Meister mit Rouen Hockey Élite 76 - 2005 Französischer Meister mit dem HC Mulhouse |

### International
- 2003 Aufstieg in die Top-Division bei der Weltmeisterschaft der Division I